# Ricardo J. Alfaro
Ricardo J. Alfaro, né le 20 août 1882 à Panama et mort le 23 février 1971 dans la même ville, est un homme politique panaméen. Il est président du Panama du 16 janvier 1931 au 5 juin 1932.